# IJzeren Rijn

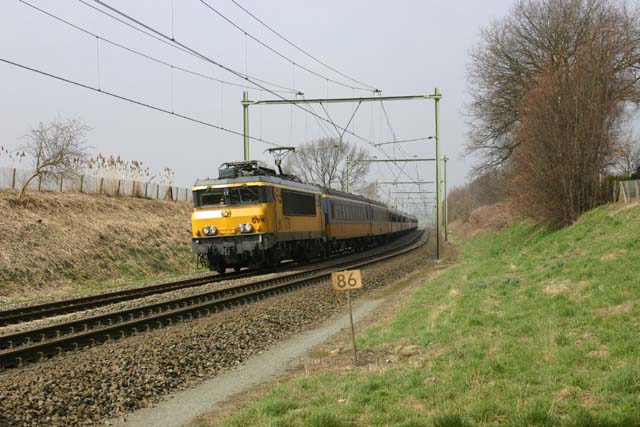
Gedeelte tussen Weert en Roermond

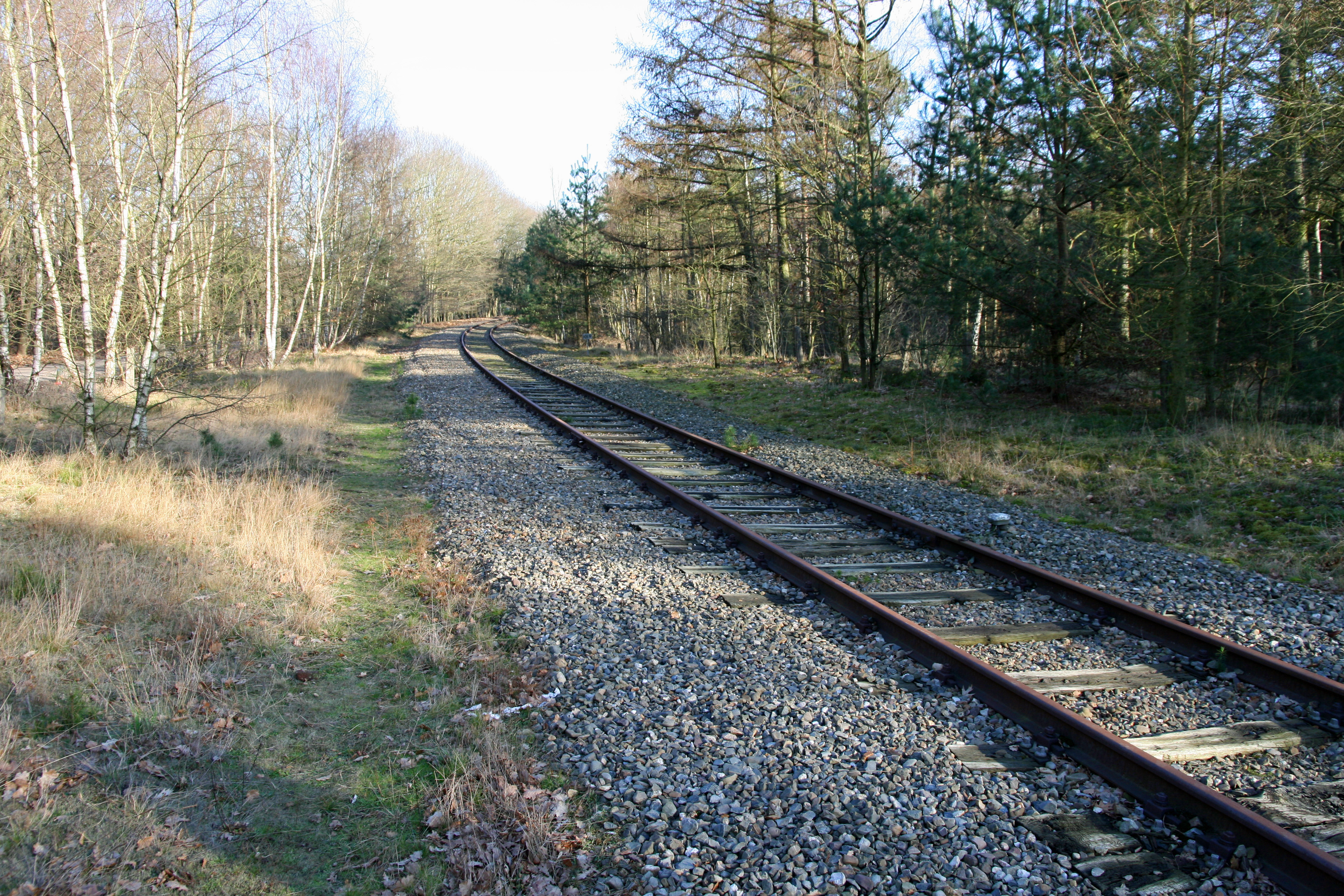
Ongebruikt gedeelte nabij Vlodrop

De IJzeren Rijn is een spoorlijn in België (provincies Antwerpen en Limburg), Nederland (provincies Noord-Brabant en Limburg) en Duitsland (deelstaat Noordrijn-Westfalen). Ze deed voornamelijk dienst als goederenlijn tussen de haven van Antwerpen, het verkeersknooppunt Mönchengladbach en het Ruhrgebied. Sinds 1992 is het gedeelte tussen Roermond en Dalheim gesloten, maar de drie landen onderhandelen over een reactivering.

## Verloop
Anno 2018 is 'IJzeren Rijn' de overkoepelende benaming voor de volgende spoorwegen:
- Spoorlijn 27A: Antwerpen-Haven - Antwerpen-Berchem - Y Krijgsbaan
- Spoorlijn 15: (Antwerpen) Y Krijgsbaan – Lier - Herentals – Mol
- Spoorlijn 19: Mol – Lommel – Neerpelt - Hamont – Belgisch-Nederlandse grens
- Spoorlijn Budel - Vlodrop: Budel-Grens - Budel – Weert – Roermond – Vlodrop - Nederlands-Duitse grens
- Spoorlijn Rheydt - Dalheim: Nederlands-Duitse grens - Dalheim – Mönchengladbach-Rheindahlen (de) – Rheydt Hbf
- Spoorlijn Aken - Kassel: Rheydt Hbf – Mönchengladbach Hbf – enz.

## Geschiedenis

### Voorgeschiedenis (1839–1869)
Met de 24 Artikelen deed het jonge België afstand van de oostelijke helft van (Groot)-Limburg, waardoor het deels gescheiden raakte van Pruisen. Om het handelsverkeer tussen Antwerpen en het Rijnland te beschermen, behield België het recht om een eigen verbinding aan te leggen over Nederlands grondgebied (het 'Artikel 12') in de omgeving van Sittard. Tezelfdertijd was België ook al begonnen aan een spoorverbinding Antwerpen–Leuven–Luik–Aken–Keulen, die voltooid zou worden in 1843.
Lange tijd stond deze verbinding bekend als 'de (eerste) IJzeren Rijn'. Deze benaming stamde uit de nota Zur Eisenbahn von Köln nach Antwerpen (1833), waarin Ludolf Camphausen voor het eerst ijverde voor een spoorlijn i.p.v. een kanaal. Industriëlen in Duitsland waren een groot voorstander, want via een goede verbinding met Antwerpen kon de Duitse import/export eindelijk het monopolie van de Nederlandse zeehavens omzeilen. De 'eerste IJzeren Rijn' liep echter ver ten zuiden en kende steile hellingen.
Op 31 mei 1863 vaardigde de Belgische regering een decreet uit, met als doel de route uit 'Artikel 12' uit te besteden aan een private onderneming. Deze 'tweede IJzeren Rijn' zou vanaf Herentals naar Maaseik en de Selfkant lopen. De Nederlandse regering gaf echter de voorkeur aan een noordelijker tracé. Aanvankelijk hield de Belgische regering vast aan beperkte verschuiving Bree–Roermond, maar later aanvaardde ze het verloop Geel–Hamont–Weert–Roermond waarom Nederland vroeg.

### Aanleg en bloeiperiode (1869–1914)
In 1869 verkreeg de Compagnie des Chemins de Fer du Nord de la Belgique de concessie om het Belgische gedeelte aan te leggen. In overeenstemming met het Artikel 12 verwierf ze ook de Nederlandse concessie (1873), geldig voor een periode van 99 jaar. De aansluiting op het Duitse net, bij Rheydt, werd door de Pruisische overheid uitbesteed aan een Duitse maatschappij, de Bergisch-Märkische Eisenbahn-Gesellschaft (1874). De uitbating, d.w.z. het recht om treinen over de lijn te laten rijden, was over de gehele lengte in handen van de Compagnie du Grand Central Belge, een dochtermaatschappij van de Nord de la Belgique.
De bouw ging van start in 1875. Op 20 juli 1879 werd de (tweede) IJzeren Rijn plechtig opengesteld. Het nieuwe traject Herentals–Rheydt was 122 km lang, wat de gehele verbinding Dambrugge–Duisburg op 201 km bracht. Aanvankelijk was de spoorlijn enkelvoudig uitgevoerd, maar de bedding was voorzien op een tweede spoor. Naarmate het verkeer toenam, werd de lijn bijna volledig verdubbeld. Tegen 1910 passeerden dagelijks 1.000 wagons; de transporten gingen dag én nacht door. Er reden tevens passagierstreinen, onder meer voor Duitse burgers die in Antwerpen inscheepten naar de Verenigde Staten.
De spoorlijn en -installaties waren aanvankelijk eigendom van hun bouwheren: de Nord de la Belgique bezat het Belgisch-Nederlandse gedeelte, de Bergisch-Märkische Eisenbahn-Gesellschaft bezat het Duitse gedeelte. De Nord de la Belgique, samen met dochtermaatschappij Grand Central Belge, werd in 1897 genationaliseerd. Vlak daarna verkocht de NMBS het eigendomsrecht op het Nederlandse gedeelte aan de NS. De uitbating bleef, langs alle drie gedeelten, een bevoegdheid van de NMBS.

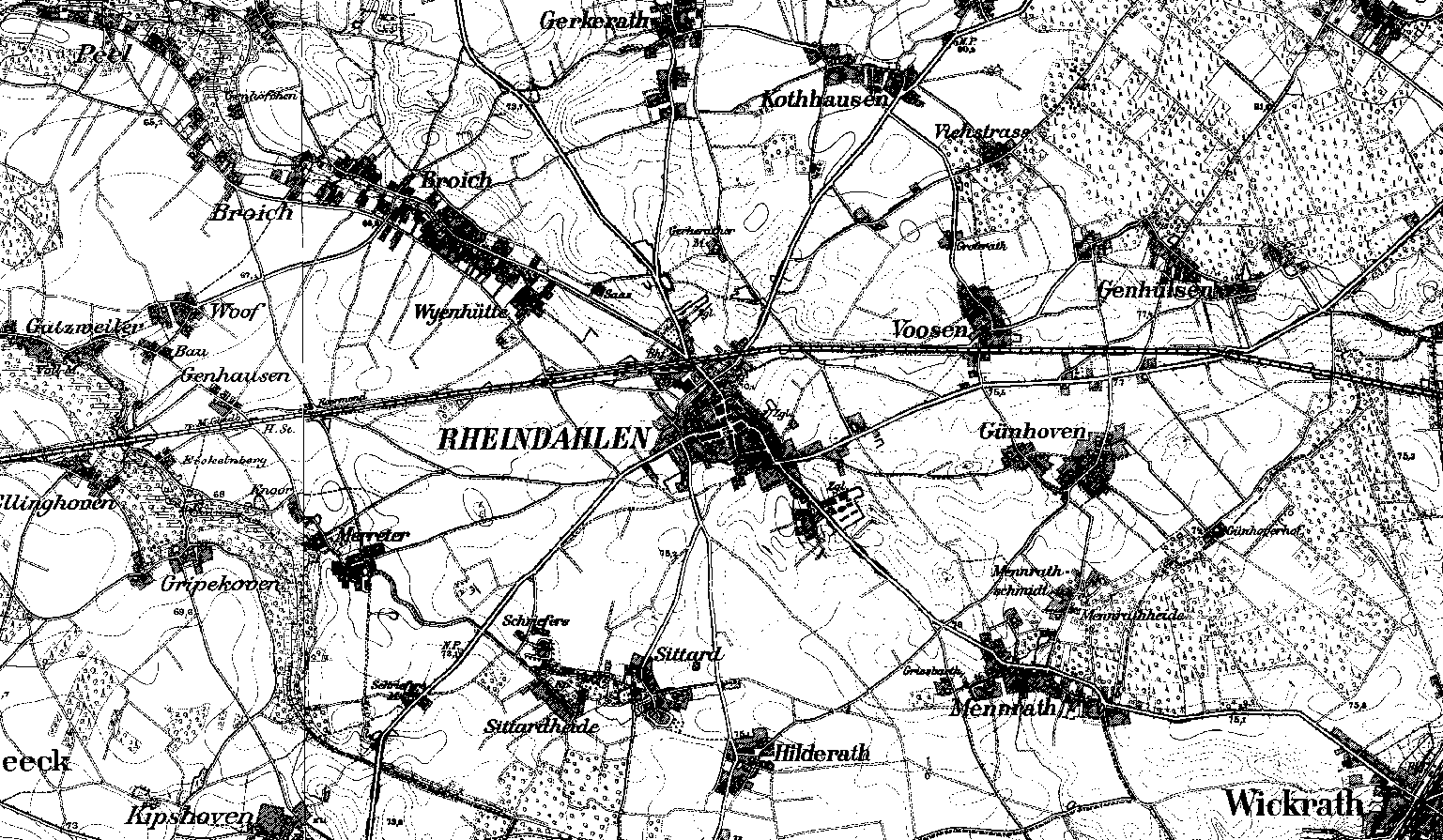
Oude kaart van Rheindahlen
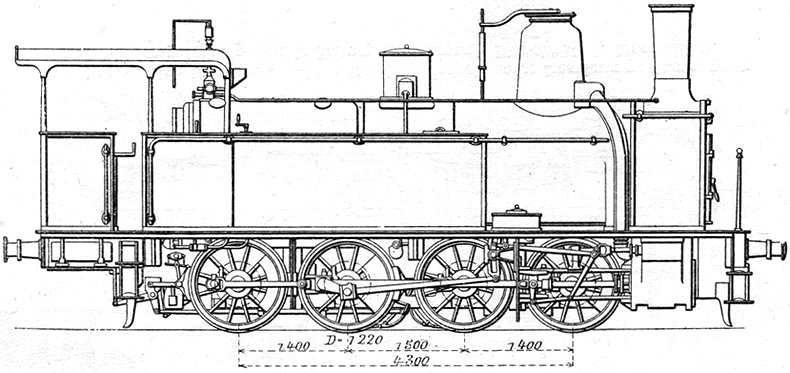
Een van de locomotieven van de Grand Central Belge
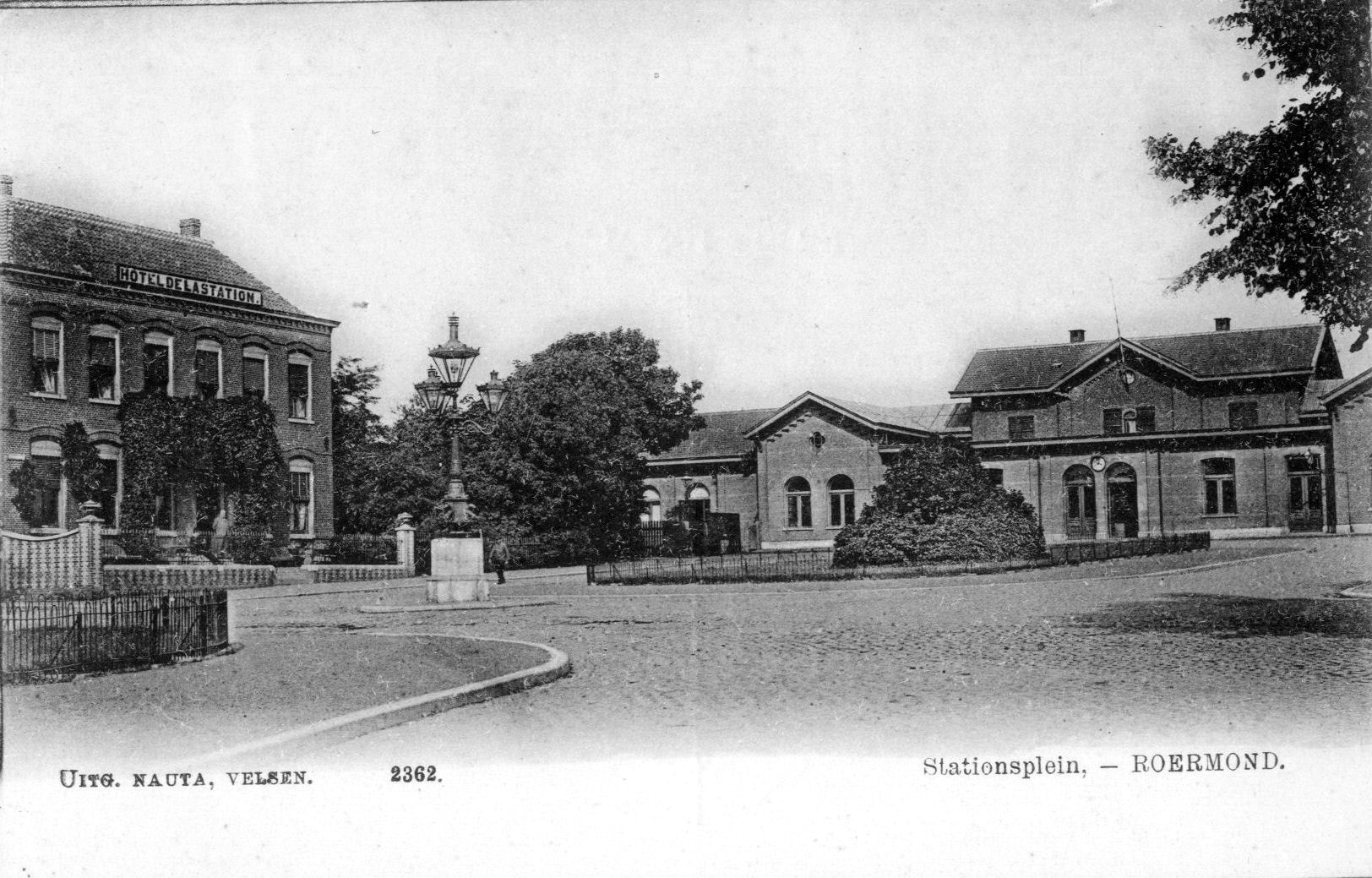
Het station Roermond omstreeks 1900
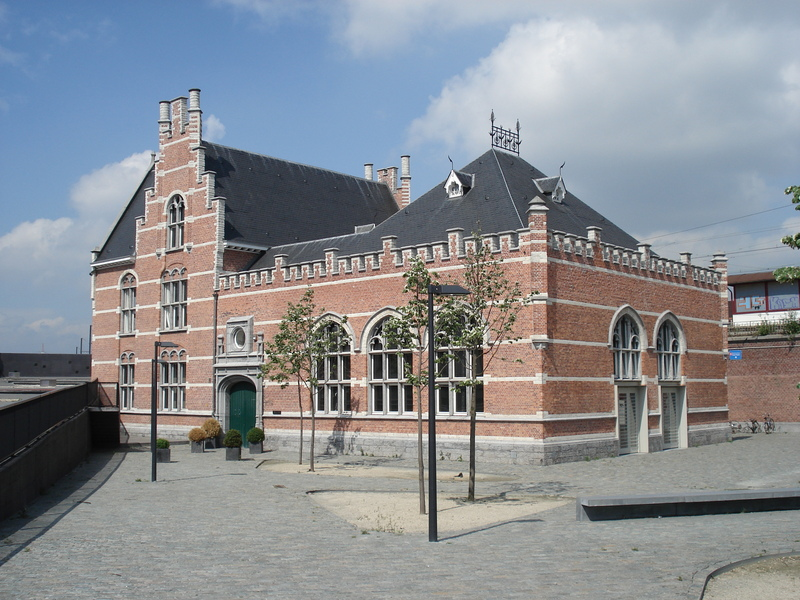
Het voormalige goederenstation Dambrugge

### Verval (1914–1992)
Bij het uitbreken van de Eerste Wereldoorlog sloot het neutrale Nederland de IJzeren Rijn ter hoogte van Budel, omdat het geen transporten tussen Duitsland en het bezette België mocht doorlaten. Duitsland bouwde, ter vervanging van de afgesloten 'tweede IJzeren Rijn' en de lange 'eerste IJzeren Rijn', de Montzenroute. Begin 1918 hief Nederland de blokkade op, maar België en Duitsland deden voortaan liever een beroep op de nieuwe Montzenroute, omdat deze slechts eenmaal in plaats van tweemaal de douane passeerde. Bovendien ontweek men zo de hoge invoerrechten in Nederland.
Tot de Tweede Wereldoorlog reden er dagelijks 12 goederentreinen in elke rijrichting, zoals geteld tussen Roermond en Rheydt. Na 1950 nam het goederenvervoer verder af. Even leek de IJzeren Rijn opnieuw aan belang te winnen dankzij de Staatsmijn Beatrix, maar dit project werd opgegeven. Nu kwam bovendien het personenvervoer tot een abrupt einde, door de opkomst van de auto. Enkel de binnenlandse passagierstreinen bleven op een regelmatige basis circuleren, namelijk op de gedeelten Antwerpen–Neerpelt, Weert–Roermond en Dalheim–Rheydt. Ten gevolge van het dalende verkeersvolume werd de spoorlijn gedurende de jaren 1960 op veel plaatsen ontdubbeld.
In 1972 naderde het einde van de Belgische uitbating op het Nederlandse deel, zoals vastgelegd in de concessie van 1873. De NMBS besloot de concessie niet te verlengen. Wel kregen de NMBS en de DB een contract om containertreinen (ook 'huckepacktreinen' genoemd) te organiseren. Tegen 1990 waren dat er nog 2x2 per dag. Per 1 juni 1991 liep het contract af. Vanaf die dag werden ook deze vier treinen afgeleid naar de Montzenroute. Vervolgens sloot de NS de gedeelten Budel–Weert en Roermond–Vlodrop. Het bosrijke gebied rond dit laatste gedeelte, de Meinweg, kreeg in 1994 het statuut van natuurreservaat.
- Noodbrug over de Maas, eind 1945

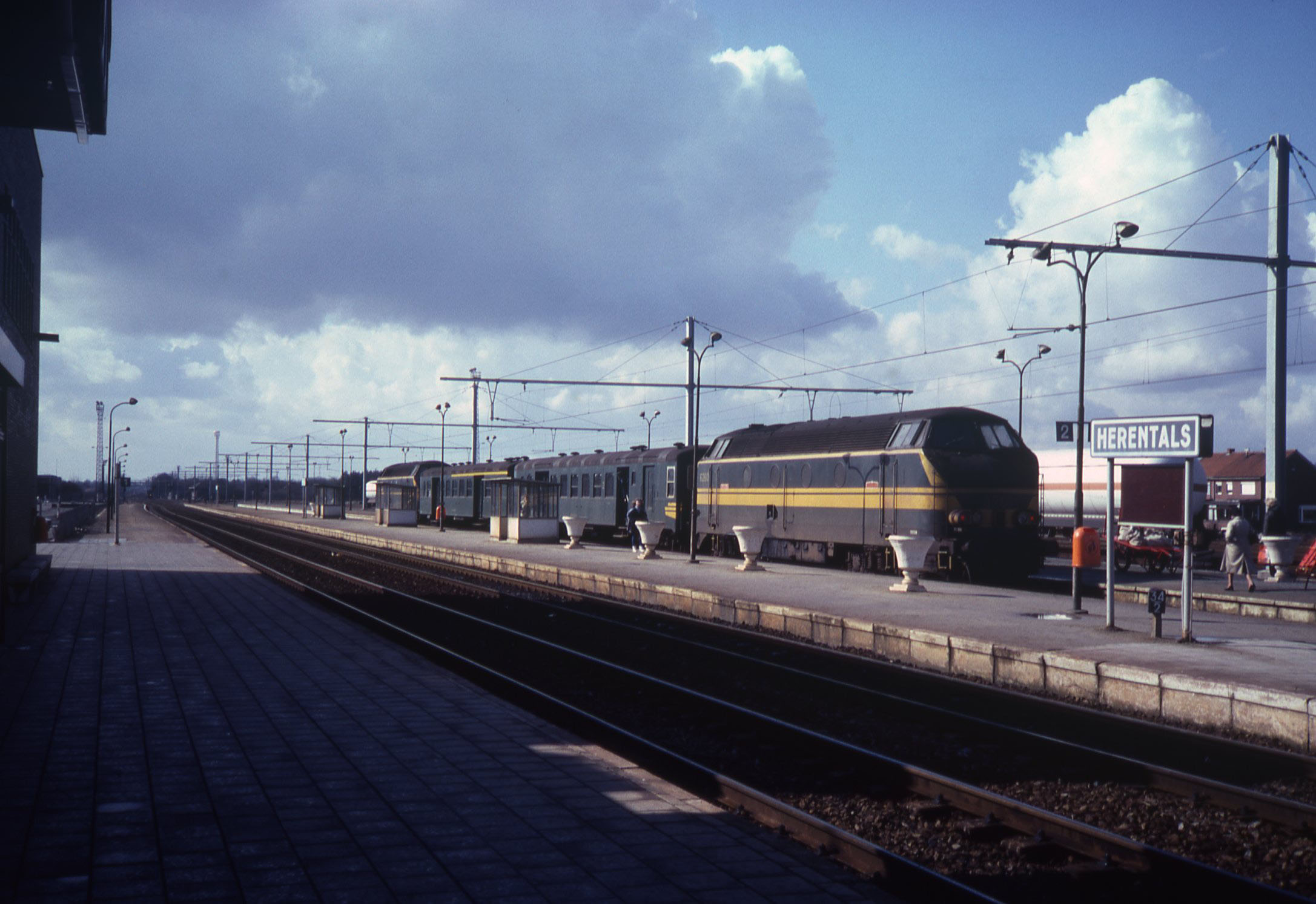
Het station van Herentals in 1982
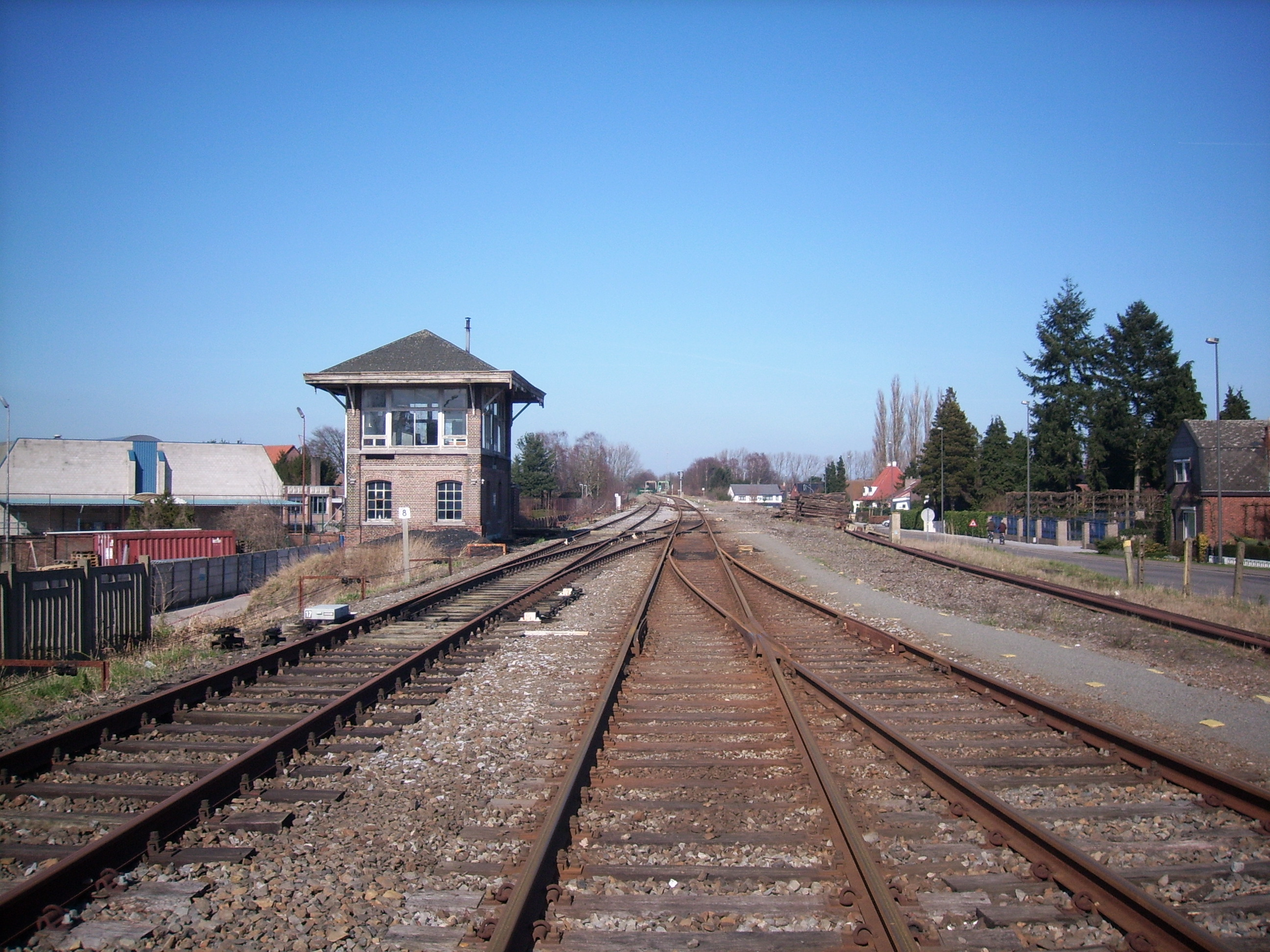
De spoorbundel van het station Neerpelt, net voor de renovatie
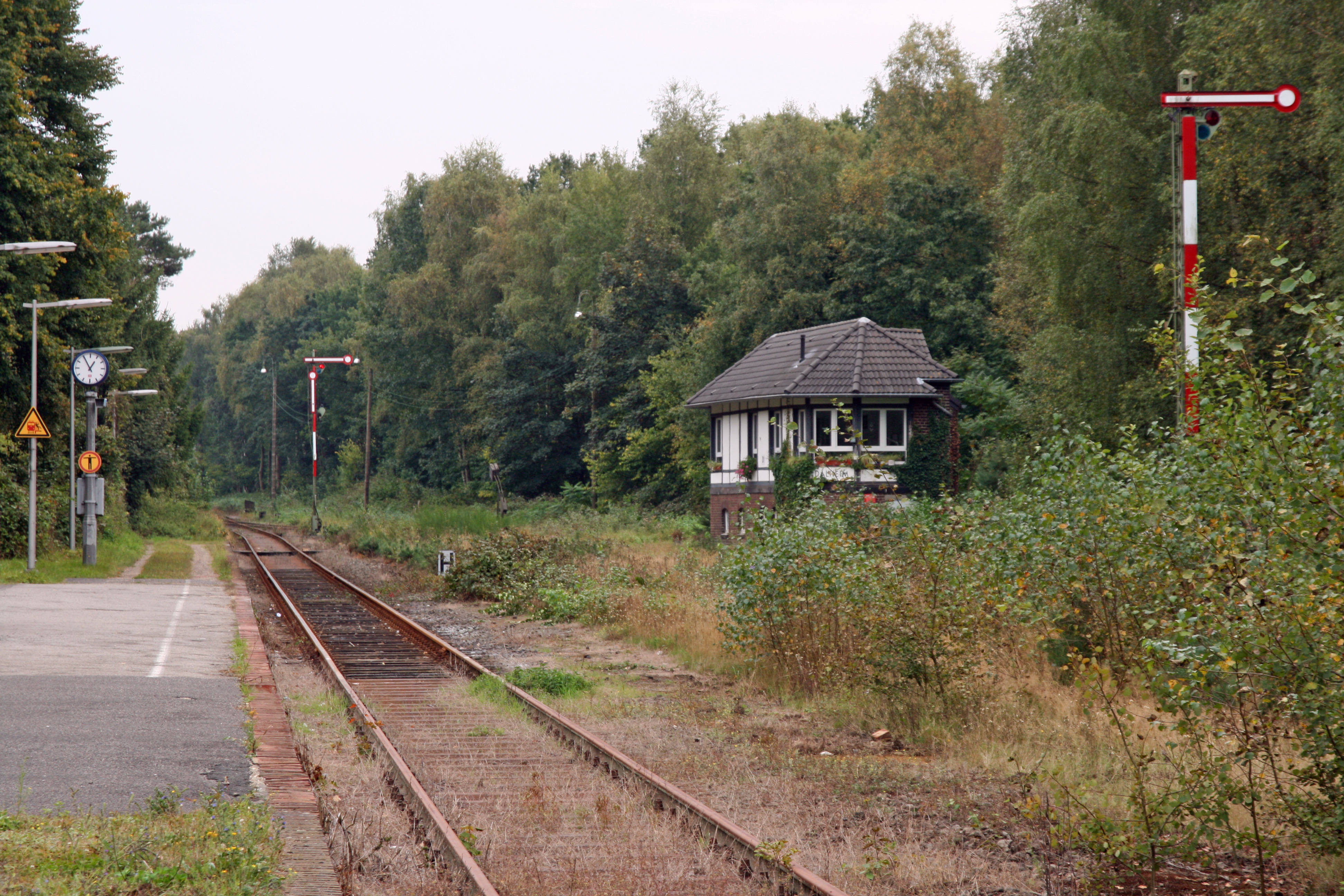
Het station in Dalheim, nu eindpunt van de RB 39 vanuit Mönchengladbach

### Juridische kwestie (1998–2006)
In de loop van de jaren 1990 bereikte de Montzenroute haar capaciteit. Geconfronteerd met het toenemende goederenvervoer en kaderend in het Europese beleid voor een modal shift, keek België opnieuw naar de kortere en vlakkere IJzeren Rijn als bijkomende verbinding tussen Antwerpen en het Rijnland. In 1998 begon de Belgische regering, in naam van de NMBS, bij Nederland en Duitsland te onderhandelen over een heropening.
Nederland wierp op dat de doortocht door het natuurgebied de Meinweg vooreerst 'beschermende milieuvoorwaarden' moest krijgen, met een meerkost van 475 miljoen euro. België wees erop dat het recht op een verbinding over Nederlands grondgebied (Artikel 12 van de 24 Artikelen) nog steeds geldig was. Bovendien kon de impact op 'de Meinweg' onmogelijk opwegen tegen de bovenlokale voordelen: veel goederen zouden niet meer in vrachtwagens maar per trein vervoerd worden. Om deze redenen meende de publieke opinie in België dat Nederland zich achter het ecologische thema verschool, met als doel de reactivering te vertragen. De IJzeren Rijn zou immers de positie van de haven van Antwerpen versterken ten nadele van de haven van Rotterdam, en dreigde verkeer via de in 2007 te openen Betuweroute te verminderen.
In juli 2003 vielen beide partijen terug op het mondiaal bevoegde Permanent Hof van Arbitrage in Den Haag. Juridisch spitste de kwestie zich toe op de vraag of Nederland een aangepast of nieuw tracé mocht opleggen, en wie daarvoor de kosten moest dragen. Op 24 mei 2005 werd het vonnis bekendgemaakt. Het Hof oordeelde dat België de reactivering van het bestaande tracé kon eisen, en dat Nederland dit dus niet mocht bemoeilijken met eenzijdige beslissingen en buitensporige kosten. De kosten van de reactivering waren in eerste plaats aan Nederland, aangezien dat als eigenaar van de lijn ook verantwoordelijk was voor het onderhoud. Wel moest België mee betalen aan milieubeschermende maatregelen (tunnels, geluidschermen of omleidingen), maar de precieze kostenverdeling moest onderzocht worden door een commissie van onafhankelijke deskundigen (COD). In mei 2007 publiceerde de COD alvast een vervoersprognose, die duidde op een potentieel van ±10 miljoen ton per jaar, oftewel 50 tot 70 goederentreinen per dag.

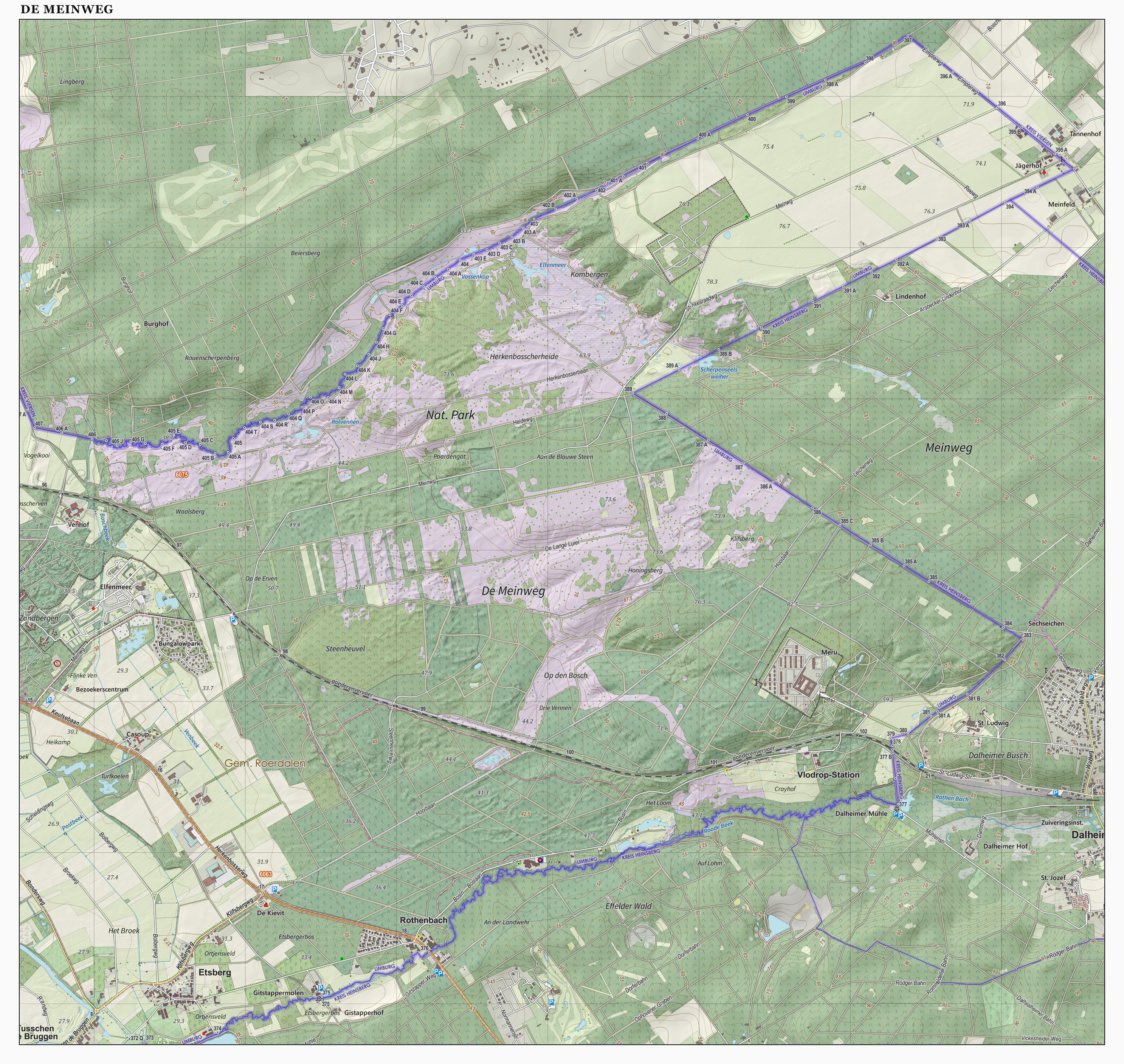
Doortocht in 'de Meinweg'
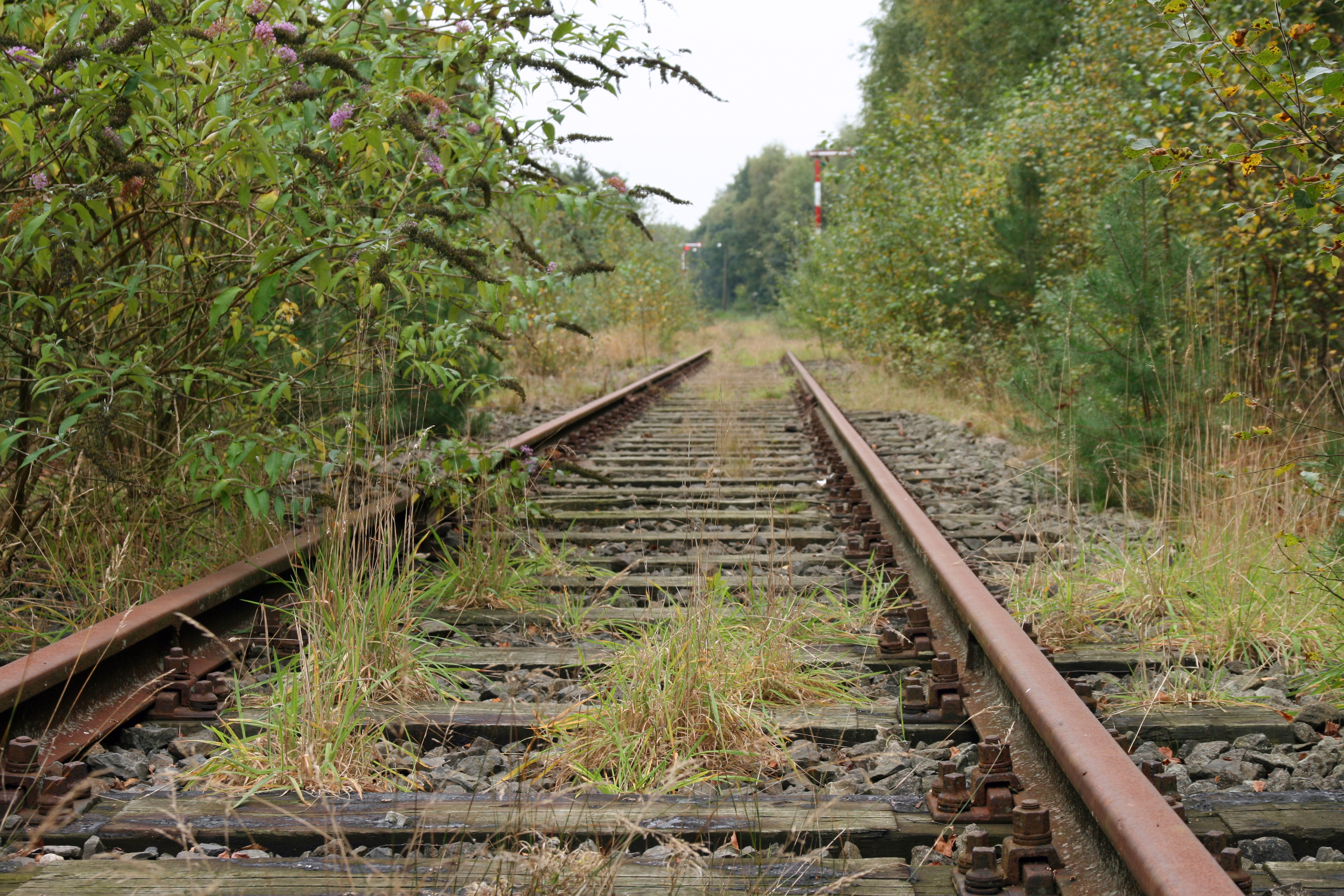
Ongebruikt spoor bij Vlodrop-Station

### Akkoord rond het historische tracé (2006–2015)
In 2007 werd het gedeelte Hamont–Weert opnieuw in gebruik genomen, maar de doortocht in 'de Meinweg' bleef een gevoelig punt voor Nederland. Op 15 maart reed voor het eerst weer een internationale trein over de IJzeren Rijn, maar voorbij Roermond moest die een omweg via Venlo en Viersen nemen. Nederland onderzocht een alternatieve route langs de autosnelwegen A21, A67 en A40. Zo'n nieuwe spoorlijn bleek echter 7 miljard euro te kosten. Voor België en Duitsland was deze beduidend hogere kostprijs onaanvaardbaar. Er zat dus niets anders op dan terug te komen op het historische tracé. Nederland hoopte wel nog dat het historische tracé omgeleid kon worden langs de N280 en A52, en verklaarde zich bereid om daartoe 100 miljoen euro extra voor eigen rekening te nemen.
Op 17 november 2008 zaten de drie ministers Mobiliteit bij elkaar. België en Duitsland vonden dat Nederland te weinig inbreng aanbood voor de dure omleiding die ze zelf wenste. Om die reden gingen ze niet in op het voorstel. Nederland verkreeg wel dat het historische tracé, indien gereactiveerd, een enkelsporige tunnel onder 'de Meinweg' moest krijgen. Later hernieuwde België de gemaakte afspraken met Duitsland (maart 2011) en Nederland (juli 2011). Vervolgens stelde de COD een kostenbestek met onderlinge verdeling op. In de loop van 2013–2014 stuitte de kostenverdeling echter op verzet van het Waals Gewest, dat vreesde voor o.a. banenverlies rondom de Montzenroute.

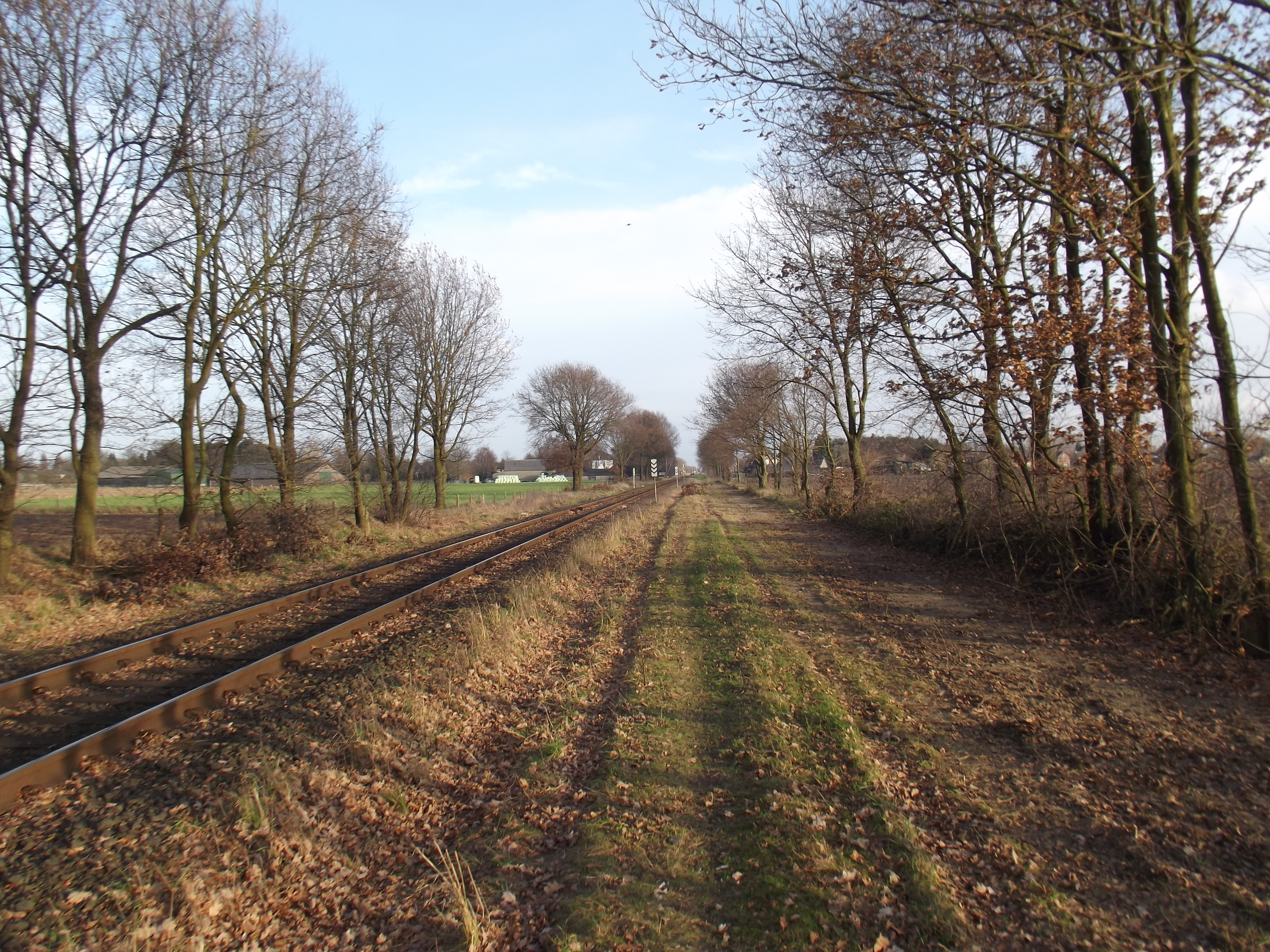
Heropend gedeelte tussen Hamont en Budel
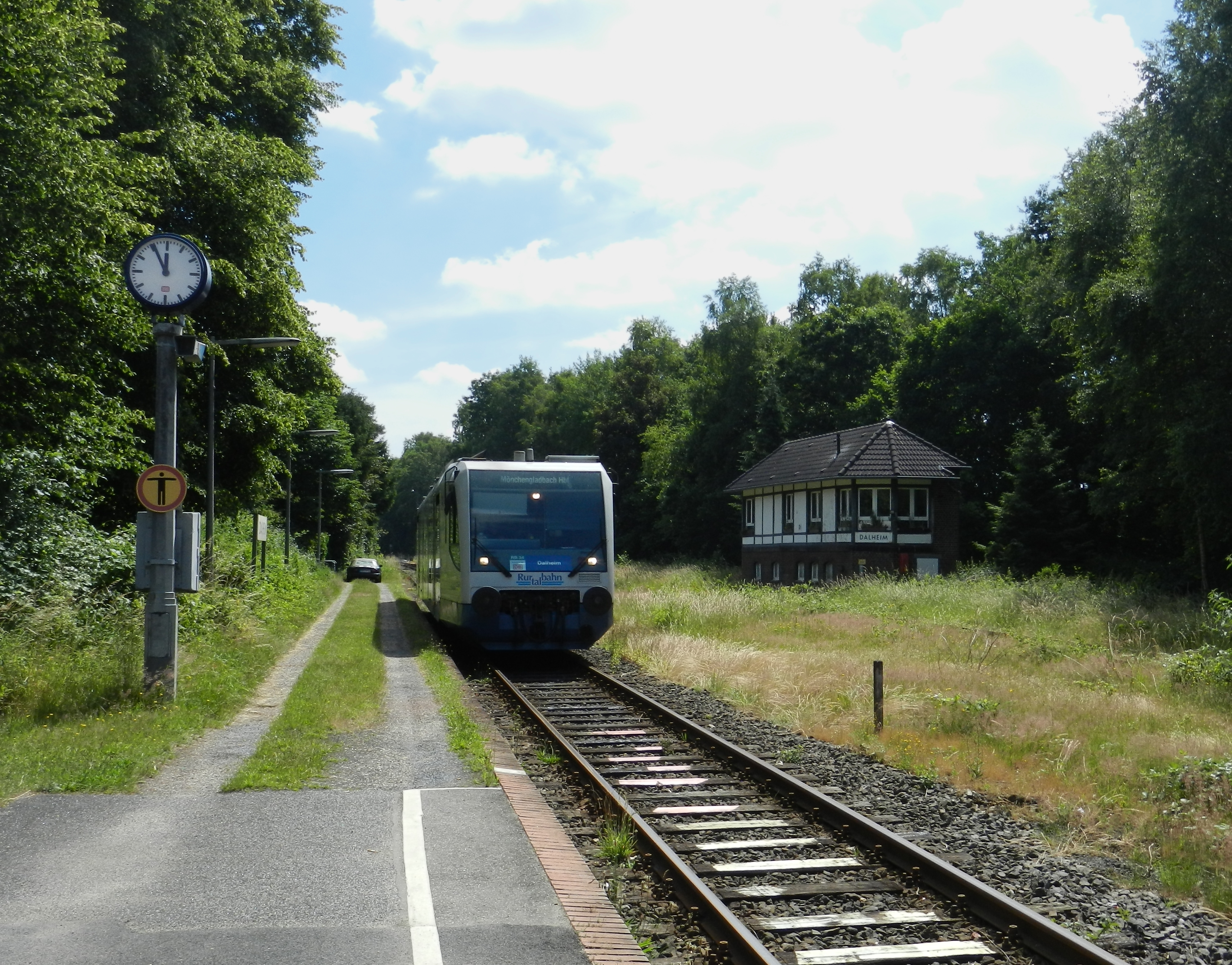
RegioSprinter ter hoogte van Dalheim

### Onderzoek naar de 3RX (vanaf 2015)
Eind 2014 werd een derde optie gelanceerd: het historische tracé, maar met een omleiding via de Zuidelijke Maaslijn Roermond–Venlo en de Regionalbahn 13 Venlo–Mönchengladbach. Het was deze route die de grensoverschrijdende trein van 15 maart 2007 gevolgd had. Deze omleiding doopte men Rhein-Ruhr Rail Connection, afgekort '3RX'. De drie landen engageerden zich om een nieuwe vergelijkende studie te financieren. In deze studie werd voor de 3RX uitgegaan van een extra boog bij Roermond, kopmaken in Venlo en een extra boog bij Viersen, waarbij de kosten van deze laatste boog en de spoorverdubbeling in Duitsland niet werden meegenomen in de kosten van de 3RX. Drie jaar later, in januari 2018, bleek uit de kosten-/batenanalyse dat er grote verschillen bestaan tussen de 3 vergeleken varianten. De kosten-/batenanalyse liet een negatief resultaat zien voor alle varianten en scenario's. De voordelen voor de maatschappij zijn beperkter dan de investerings- en onderhoudskosten van de nieuwe infrastructuur. De 3RX had naast de laagste kosten naar verhouding ook de laagste baten. De kosten-baten ratio van de 3RX was gemiddeld 0,16. Dit betekent dat iedere 100 eurocent die wordt geïnvesteerd in de 3RX 16 eurocent opbrengt. Het historische tracé scoorde gemiddeld 3 keer hoger (0,45) en de variant langs de A52 5,5 keer (0,89). In deze waarden zijn ook de gevolgen van mogelijke verstoringen op de betrouwbaarheid van het spoorwegennet verdisconteerd. Hiernaast bleek de 3RX vooral treinen van de Brabant- en Montzen-route aan te trekken en er geen extra treinen als gevolg van de 3RX gingen rijden. Hierdoor was er geen sprake van een modal shift als gevolg van de 3RX. Ten onrechte wordt soms geconcludeerd dat de 3RX variant dezelfde baten zou bieden als het historische tracé voor de helft van de kostprijs.
Pas verkozen Vlaams minister van Mobiliteit Annick De Ridder melde naar aanleiding van een parlementaire vraag in februari 2025 dat 3RX besproken zou worden op de aankomende Vlaams-Nederlandse top en met de nieuwe Duitse minister van mobiliteit. 

### Gebruik
- België
  - Antwerpen-Haven - Antwerpen-Berchem = spoorlijn 27A: alleen goederen
  - Antwerpen-Berchem - Hamont = spoorlijn 15 en spoorlijn  19: IC, piekuurtrein, enkele goederentreinen
- Nederland
  - Hamont (B) - Weert (NL) : ten minste een goederentrein per week om de lijn officieel "binnen gebruik" te houden. Doordat zinkfabrikant Nyrstar te Budel besloot de productie voor onbepaalde tijd te staken vanwege te hoge energiekosten, reden er sinds september 2022 en begin 2023 tussen Weert en Hamont geen treinen. De productie werd daarna weer gestart en het treinverkeer hervat, zij het met regelmatige tussenpozen.
  - Weert - Roermond : 4 intercitytreinen per uur
  - Roermond (NL) - Dalheim (D) : spoor buiten gebruik
    - Omleiding Roermond - Venlo - Mönchengladbach (3RX) wordt onderzocht.
- Duitsland
  - Dalheim - Rheydt - Mönchengladbach = spoorlijn 2524 : reizigersverkeer

## Trivia
- In Neerpelt kruist de IJzeren Rijn het Kanaal Bocholt-Herentals en de N71 via de Victoriabrug. In 2017 besloot de gemeente om langs de vijf binnenkomende wegen artistieke 'toegangspoorten' in te richten.[16] Dit gebeurde via het internationale protocol van 'De Nieuwe Opdrachtgevers'.[17] Aan de Victoriabrug koos kunstenaar John Körmeling voor neonlampen in de letters van 'De IJzeren Rijn'.[18] Ze lichten een voor een op, om de indruk te wekken dat er een trein voorbij komt.
- Er is een Belgische modelspoorvereniging uit Pelt naar de IJzeren Rijn genoemd die maandelijks samenkomt.[19]

## Galerij

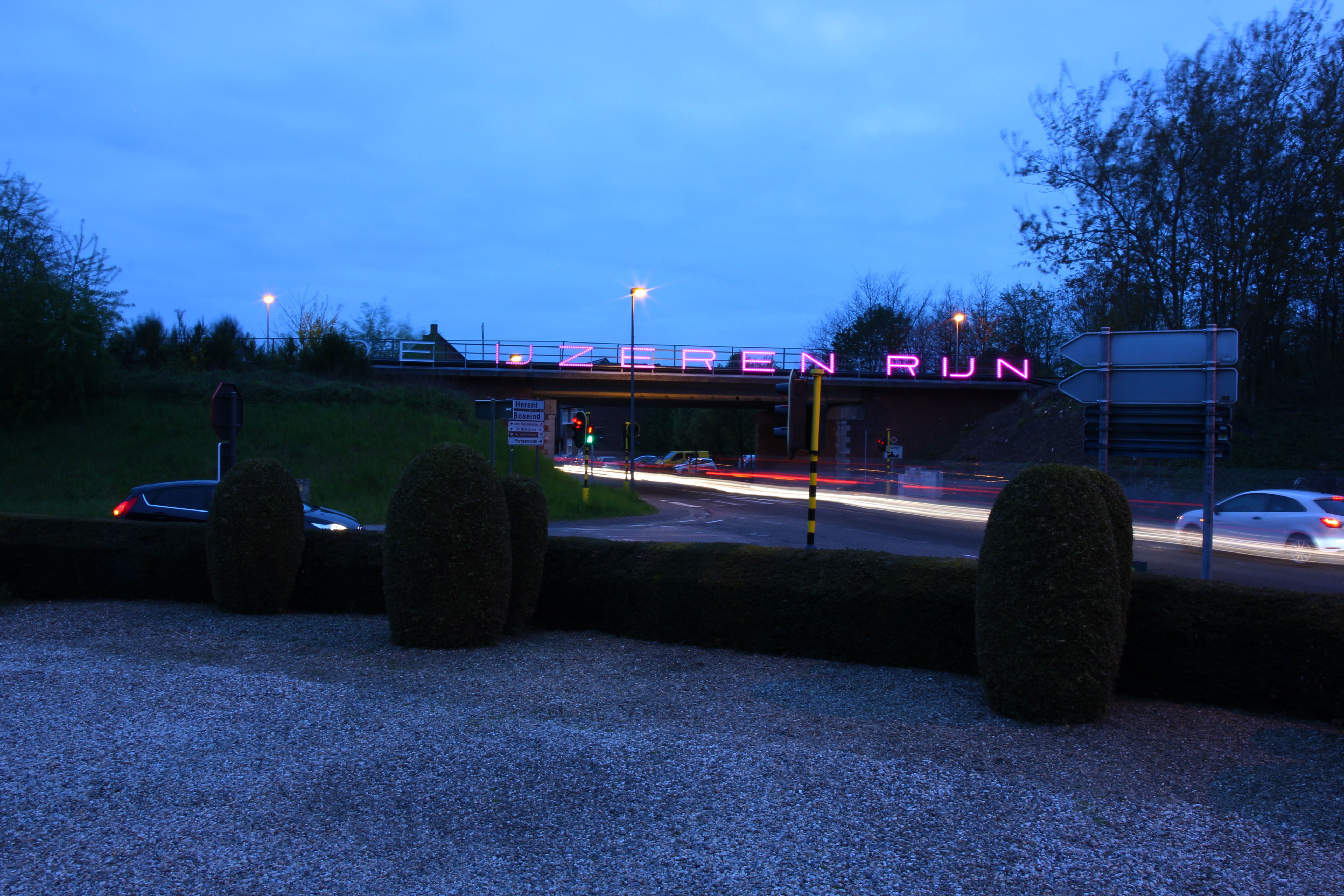
Het kunstwerk 'IJzeren Rijn'